# Roberto García Parrondo
Roberto García Parrondo (ur. 12 stycznia 1980 w Madrycie) – hiszpański piłkarz ręczny, skrzydłowy, reprezentant Hiszpanii. Od sezonu 2006/2007 występuje w hiszpańskiej Lidze ASOBAL, w drużynie BM Ciudad Real.

## Osiągnięcia

### klubowe
- 2007, 2008: puchar Ligi ASOBAL
- 2007, 2008, 2009, 2010: mistrzostwo Hiszpanii
- 2008, 2009: zwycięstwo w Lidze Mistrzów
- 2008: puchar Króla
- 2007, 2010: Superpuchar Hiszpanii

### reprezentacyjne
Mistrzostwa świata:
- 2005
- 2011